# کروپنیک (استان بلاگووگراد)
کروپنیک (به بلغاری: Krupnik) یک منطقهٔ مسکونی در بلغارستان است که در استان بلاگووگراد واقع شده‌است. کروپنیک ۳۵٫۴۱۲ کیلومتر مربع مساحت و ۲٬۰۷۸ نفر جمعیت دارد و ۳۷۰ متر بالاتر از سطح دریا واقع شده‌است.